# José Luis Deus
José Luis Deus Rodríguez (Lausana, Suiza, 12 de enero de 1977) es un exfutbolista hispano - suizo que se desempeñaba como delantero.

## Clubes
| Club                             | País     | Año       |
| -------------------------------- | -------- | --------- |
| R. C. Deportivo de La Coruña "B" | España   | 1995-1996 |
| R. C. Deportivo de La Coruña     | España   | 1996-1998 |
| Hércules C. F.                   | España   | 1998-1999 |
| Racing Club de Ferrol            | España   | 1999-2000 |
| S. C. Braga                      | Portugal | 2000-2001 |
| Club Gimnàstic de Tarragona      | España   | 2001-2002 |
| Xerez C. D.                      | España   | 2002-2004 |
| U. D. Salamanca                  | España   | 2004-2006 |
| Terrassa F. C.                   | España   | 2006-2008 |
| Racing Club de Ferrol            | España   | 2008-2009 |
| Bergantiños F. C.                | España   | 2009-2011 |
| Atlético Sanluqueño C. F.        | España   | 2011-2012 |